# Etiam periere ruinae
La locuzione latina Etiam periere ruinae, tradotta letteralmente, significa sono perite perfino le rovine. (Lucano, Fars., IX, 969).
Si allude alla frase detta da Giulio Cesare visitando le rovine di Troia. Il motto si usa per indicare una distruzione totale, completa.